# Oknosacris gyirongensis
Oknosacris gyirongensis är en insektsart som beskrevs av Liu, Jupeng 1981. Oknosacris gyirongensis ingår i släktet Oknosacris och familjen gräshoppor. Inga underarter finns listade i Catalogue of Life.